# Kloster Ribnitz

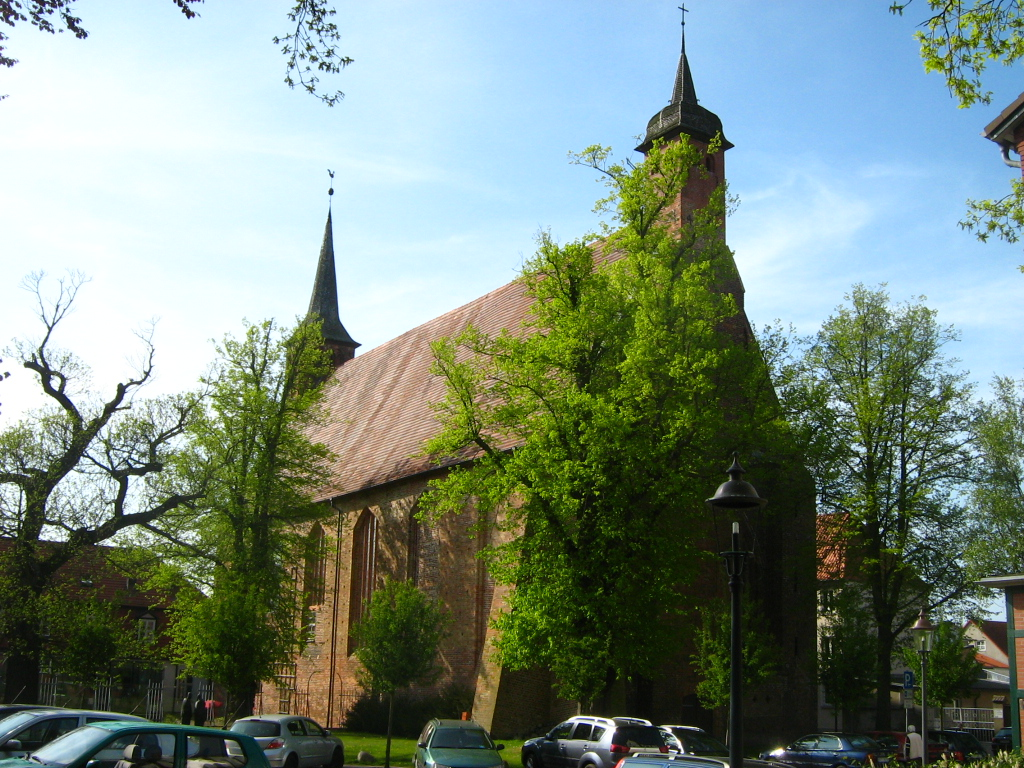
Klarissenkloster (beherbergt auch das Deutsche Bernsteinmuseum)

Das Klarissenkloster – auch Sankt-Klaren-Kloster Ribnitz, Kloster St. Claren – war ein Kloster der Klarissen und nach der Reformation bis ins 20. Jahrhundert ein evangelisches Damenstift in der Stadt Ribnitz in Mecklenburg, 1950 mit dem pommerschen Damgarten zu Ribnitz-Damgarten vereinigt.

## Geschichte

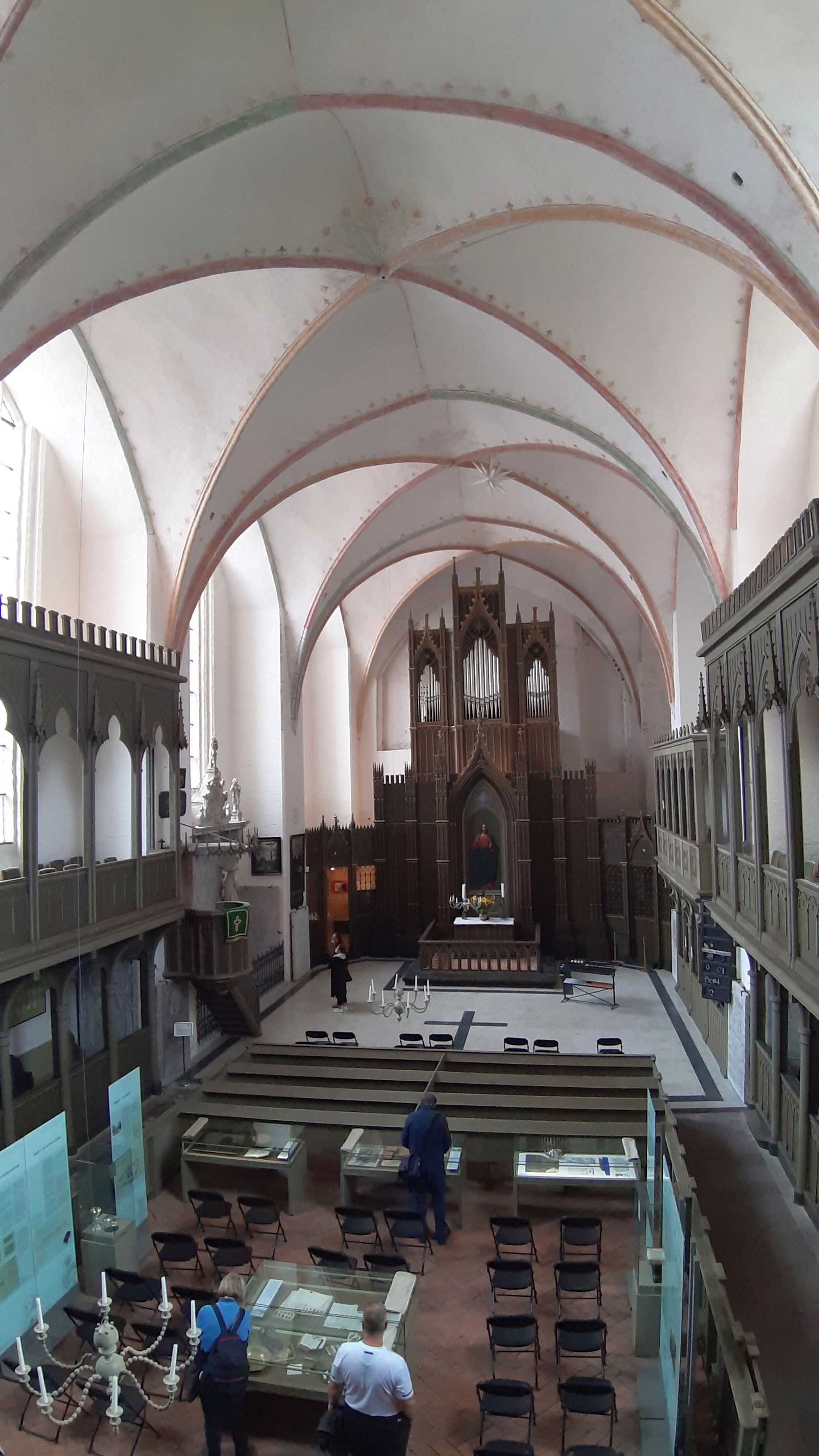
Inneres der Kirche

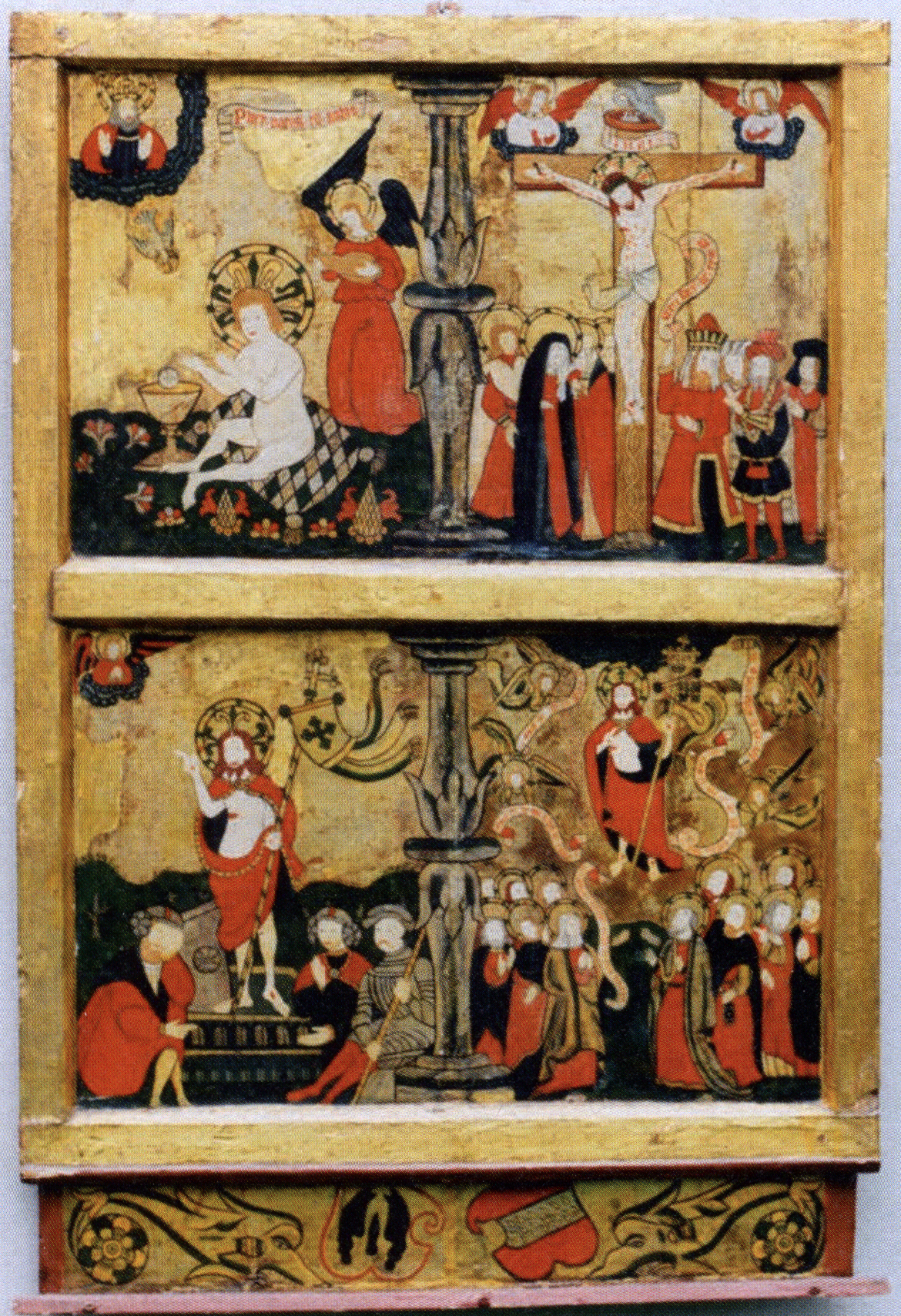
Andachtsbild

Das Kloster entstand aufgrund einer 1323/24 gemachten Stiftung von Heinrich II. von Mecklenburg. Der Bau des Klosters begann 1325, und bereits 1329 zogen die ersten Nonnen ein. Die ersten vier von ihnen kamen aus dem Klarissenkloster Weißenfels. Heinrichs Tochter Beatrix (Beate von Ribnitz) wurde die erste einer Reihe fürstlicher Äbtissinnen. Bis sie das nötige Alter erreicht hatte, verwalteten nacheinander zwei der aus Weißenfels gekommenen Nonnen das Kloster.
Das Kloster beherbergte zeitweise bis zu 60 Nonnen. Die cura monialium, die „Sorge für die Nonnen“, war Aufgabe der Franziskaner aus dem Konvent in Wismar, der zur Sächsischen Franziskanerprovinz (Saxonia) gehörte. Sie vertraten als Guardiane den Nonnenkonvent kirchen- und zivilrechtlich nach außen und waren als Beichtväter im Kloster tätig. Am 2. Juni 1493 wurde auf Betreiben der Herzöge Magnus II. und Balthasar im Ribnitzer Kloster im Beisein der Herzöge sowie von Vertretern der Franziskaner und des Schweriner Dekans Johannes Thun die von Colette von Corbie angestoßene colettinische Reform mit einer strengeren Beobachtung der Ordensregeln, vor allem des Armutsgelübdes, eingeführt. Neue Äbtissin wurde Herzog Magnus’ Tochter Dorothea von Mecklenburg. 1522/23 verfasste der franziskanische Lesemeister Lambrecht Slagghert eine Chronik des Klosters. Gemeinsam mit den Nonnen schuf er Andachtsbilder, von denen sich sechs Tafeln erhalten haben.
Das Kloster bestand als katholische Ordensgemeinschaft bis weit nach der Reformation – die in Mecklenburg mit der Schließung und Säkularisation aller Klöster verbunden war –, letztlich bis zum Tod der letzten Äbtissin Ursula von Mecklenburg, einer Tochter des mecklenburgischen Herzogs Heinrich V., im Jahr 1586. Äbtissin Ursula verwaltete die klösterliche Wirtschaft sehr erfolgreich.
Nach ihrem Tod wurden die Klostereinkünfte durch die herzogliche Kammer eingezogen und die bereits in Artikel 4 der Sternberger Assekuration vom 2. Juli 1572 den Landständen gegenüber gemachten Versprechungen einer zügigen Übergabe des Klosters nach dem Tod Ursulas hinausgezögert. Erst im Dezember 1599 wurde das Kloster der Mecklenburgischen Ritter- und Landschaft übergeben und das Kloster so in ein evangelisches Damenstift umgewandelt. Die erste evangelische Domina des Klosters war zuvor die Priorin des Klarissenklosters gewesen. Das Damenstift bot nun zwölf unverheirateten Töchtern aus ritterschaftlichen Familien einen Platz. 1704 wurden der Stadt Rostock vertraglich die Einräumung von zwei Stiftsplätzen für Töchter des Rates eingeräumt, die übrigen zehn Stellen wurden an unverheiratete Töchter des klosterfähigen Mecklenburger Adels vergeben. Die Frauen erhielten Wohnung und Präbende im Kloster.
Nach der Novemberrevolution wurde das Kloster vom Freistaat Mecklenburg-Schwerin beschlagnahmt und wie alle Landesklöster mit der neuen Landesverfassung 1920 als öffentlich-rechtliche Körperschaft aufgelöst. In Gerichtsverfahren durch alle Instanzen bis zum Staatsgerichtshof für das Deutsche Reich wurde jedoch erreicht, dass schon erworbene Ansprüche auf einen Platz im Konvent zivilrechtliche Gültigkeit behielten. Die letzte im Kloster lebende Stiftsdame Olga von Oertzen war gleichzeitig die Domina des Konventes. Sie wurde 1946 gewählt und starb im Jahr 1961.
In der ehemaligen Dominawohnung und den angrenzenden Konventualinnenwohnungen befindet sich das Deutsche Bernsteinmuseum. In der Klosterkirche wird ab 29. Mai 2010 nach längerer Sanierung eine Ausstellung zur Kloster- und Stiftsgeschichte gezeigt. Ausgestellt werden norddeutsche Holzplastiken und die 2001 bei der Restaurierung des Nonnenchores zu Tage getretenen Funde unter dem Nonnengestühl, der sogenannte Nonnenstaub, ein dem Wienhäuser Gestühlsfund ähnlicher, aber im Umfang geringerer Fund unter den erhaltenen Sitzreihen der Nonnen auf dem Chor. Die Ausstellung führt außerdem in die Frömmigkeitsgeschichte der evangelischen Stiftsdamen und zeigt eine Sammlung der Mecklenburger Stiftsorden.

## Baulichkeiten

### Kirche
Von der ursprünglichen Klosteranlage ist nur die Kirche aus dem Ende des 14. Jahrhunderts erhalten geblieben. Sie ist ein schlichter einschiffiger Backsteinbau mit sechs kreuzrippengewölbten Jochen. Ost- und Westgiebel sind mit Blendbögen geschmückt, davor ist ein kleiner Turm gefügt. Im Langhaus befindet sich das nach 1586 in der Werkstatt des Güstrower Schlossbaumeisters Philipp Brandin geschaffene Sandsteinepitaph für die letzte Äbtissin des Klarissenkonventes Ursula Herzogin zu Mecklenburg. Die neugotische Innenausstattung der Kirche stammt aus den Jahren nach 1840. Die Orgel wurde 1839/40 vom Rostocker Orgelbauer Heinrich Rasche erbaut.
In der Kirche wird heute die Ausstellung „Dame von Welt, aber auch Nonne – Vom Klarissenkloster zum Adligen Damenstift, zur Kloster- und Stiftsgeschichte“ gezeigt.

### Übrige Gebäude

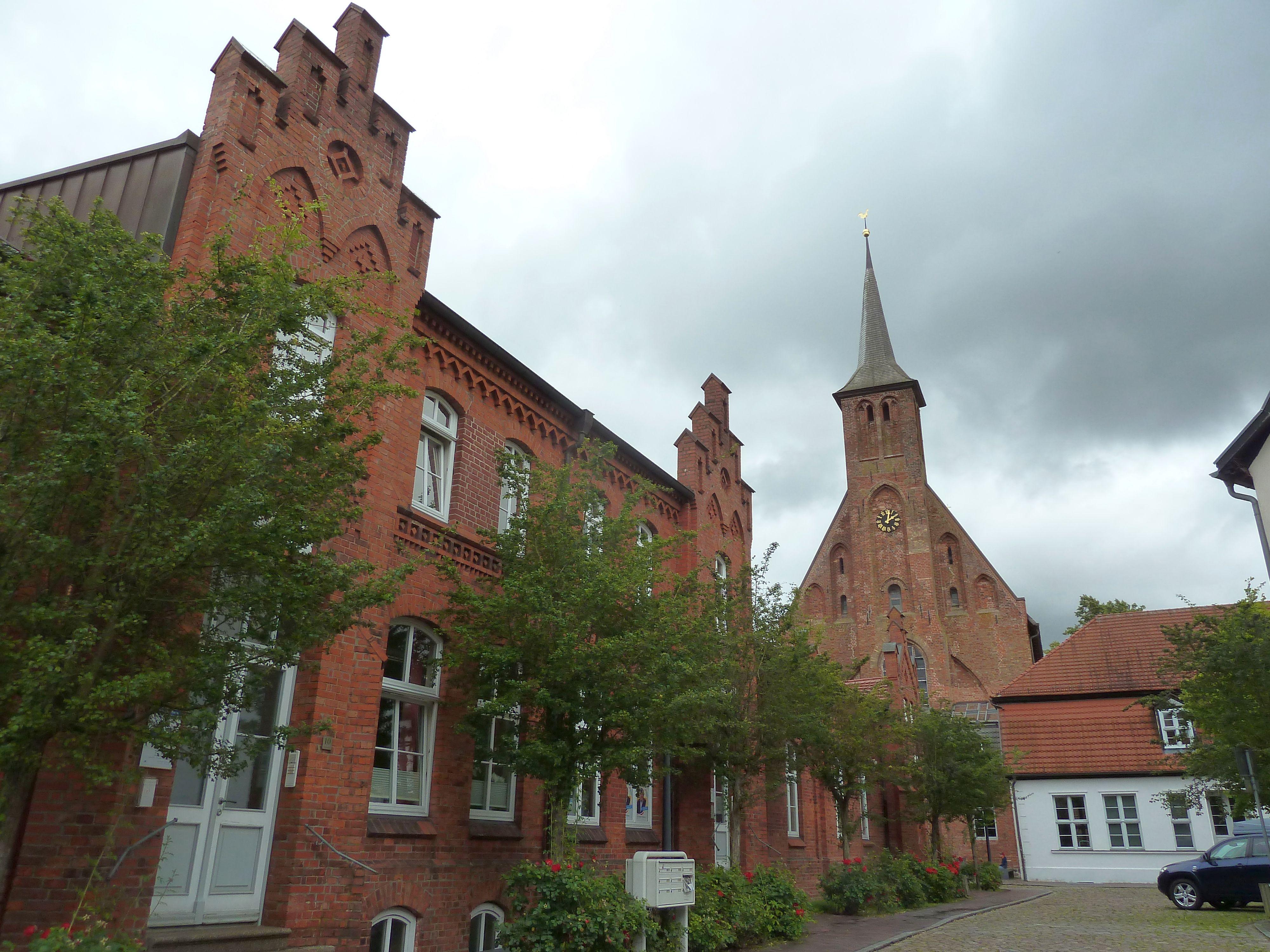
Klosterhof

In den 1720er-Jahren wurde damit begonnen, die mittelalterlichen Klausurgebäude abzutragen. Auf den Fundamenten des Dormitoriums und des Refektoriums entstanden Wohnungen für vier Damen. Den übrigen acht Damen errichtete man im ausgehenden 18. und 19. Jahrhundert weitere großzügige Wohnungen. 1892 wurde ein neues Gebäude für die Klosterverwaltung (Küchenmeisterhaus) fertiggestellt. Der mittelalterliche Vorgängerbau an anderer Stelle wurde 1893 abgetragen. Im Küchenmeisterhaus hat sich der 1892 mit einer aufwändigen Schablonenmalerei gestaltete Konventssaal erhalten.
Im Haus der Stiftsvorsteherin (Domina) und in den angrenzenden Gebäuden befindet sich das Deutsche Bernsteinmuseum.
Die historische Decke des Konventsaales im Küchenmeisterhaus wurde bis zum Mai 2012 saniert. Dabei wurde die Zwischendecke des Konventsaales entfernt und die alte Deckenmalerei mit Rankenwerk, Girlanden und Vögeln wurde wieder sichtbar.

## Persönlichkeiten
Während die katholischen Äbtissinnen dem Hohen Adel, meist dem mecklenburgischen Herzogshaus, angehörten, wurden die Dominae nach der Reformation vom niederen (ritterschaftlichen) Adel gestellt.

### Äbtissinnen
- 1330–1334 Mechthild von Stendal[6]
- 1334–1349 Katharina von Bautzen
- 1349–1398 Beatrix von Mecklenburg
- 1398–1408 Ingeborg von Mecklenburg
- 1408–1424 Caecilia von Mallin
- 1424–1467 Hedwig von Mecklenburg-Stargard
- 1467–1493 Elisabeth von Mecklenburg
- 1493–1537 Dorothea von Mecklenburg
- 1539–1586 Ursula von Mecklenburg

### Dominae
Dominae waren:
- 1600–1611 Ursula von Kerkdorff, war 1599 noch Priorin
- 1611–1632 Katharina von Zepelin/Zeppelin
- 1632–1644 Barbara von Bülow
- 1644–1655 Ursula von Bülow
- 1655–1665 Ilsabe Maria von Peccatel
- 1665–1686 Adelheid von Borstenbörtzel
- 1686–1692 Agnese von Schossin
- 1692–1708 Anna Ilse von Lehsten
- 1708–1746 Elisabeth von Holstein
- 1746–1751 Maria Leveke von Plüskow
- 1751–1755 Eleonore von Bassewitz
- 1756–1777 Amalie Eleonore von Moltke
- 1777–1797 Anna Salome von Raven
- 1797–1799 Marie Elisabeth von Krackewitz
- 1799–1813 Clara Margaretha von Restorff[8]
- 1813–1832 Elisabeth Hedwig von Holstein
- 1832–1837 Sophia von Oertzen
- 1837–1848 Henriette Charlotte von Graevenitz
- 1848–1854 Karolina Sophia Adolphine von Bülow
- 1854–1859 Friederike Charlotte Dorothea von der Lühe
- 1859 Luise von Lowtzow
- 1859–1890 Charlotte von der Lancken
- 1890–1895 Blanka von Schack
- 1895–1912 Ina von Bassewitz
- 1913–1930 Marie von Quitzow
- 1930–1946 Hedwig von Pressentin
- 1946–1961 Olga von Oertzen.[9]

### Klosterhauptmänner
- 1775 Carl Hartwig von Stralendorff

### Provisoren
- 1893 Graf von Bernstorff auf Hundorf
- 1893 von Kardorf auf Ganzow
- 1913 Friedrich von der Lühe auf Neuhof
- 1913 Hans von Plessen auf Damshagen